# راس غاز
شركة راس غاز المحدودة هي شركة منتجة للغاز الطبيعي المسال في قطر . كانت ثاني أكبر منتج للغاز الطبيعي المسال في قطر بعد قطر غاز . تدير شركة راس غاز سبعة قطارات للغاز الطبيعي المسال في مدينة رأس لفان الصناعية . تم دمجها مع شركة قطرغاز في 1 يناير 2018.
تدير راس غاز مصانع الهيليوم التي تنتج 25 ٪ من الهيليوم في العالم، وتجعل قطر ثاني أكبر مصدر للهيليوم. [بحاجة لمصدر]

الرئيس التنفيذي للشركة هو حمد مبارك المهندي. [بحاجة لمصدر]

## التاريخ
تأسست راس غاز في عام 1998. تم دمج شركة راس غاز مع شركة قطر للغاز في 1 يناير 2018.

## عمليات
تبلغ قدرة القطارات السبعة للغاز الطبيعي المسال في الشركة 36.3   مليون طن من الغاز الطبيعي المسال في السنة. القاطرات 1 و 2 مملوكة لرأس لفان، ولديهما قدرة مجتمعة تبلغ 6.6   مليون طن من الغاز الطبيعي المسال في السنة. رأس لفان (II) تمتلك القاطرات 3 و 4 و 5 بسعة 4.7   مليون طن من الغاز الطبيعي المسال سنويا. القطارات 6 و 7 مملوكة لرأس لفان (3). تم إطلاق القاطرة 6 على الإنترنت في أكتوبر 2009 ، وتم افتتاحه في 27 أكتوبر 2009. حضر سمو الشيخ حمد بن خليفة آل ثاني أمير قطر. بدأ القاطرة 7 الإنتاج في فبراير 2010. كلا القاطرات تنتج 7.8   مليون طن من الغاز الطبيعي المسال سنوياً وهي من بين أكبر القاطرات للغاز الطبيعي المسال في العالم.
تدير شركة راس غاز مصانع الهيليوم 1 وهيليوم 2. الهيليوم 1 ينتج 660 مليون قدم مكعب لكل سنة (19×106 م3/سنة) من الهيليوم السائل، والذي يمثل حوالي 10 في المائة من إجمالي إنتاج الهيليوم في العالم. الهيليوم 2 هو أكبر منشأة لتكرير الهيليوم في العالم. وتنتج 1.3 بليون قدم مكعب لكل سنة (37,000,000 م3/سنة) من الهيليوم السائل. معا، ينتج هذان المصنعان الآن 25 ٪ من الهيليوم في العالم، مما يجعل قطر ثاني أكبر مصدر للهيليوم في العالم، بعد الولايات المتحدة 

## روابط خارجية
- موقع الشركة